# Sezona Velikih nagrad 1923
Sezona Velikih nagrad 1923 je bila šestnajsta sezona Velikih nagrad, dirke niso bile povezane v prvenstvo. 

## Velike nagrade

### Grandes Épreuves
| Velika nagrada          | Dirkališče   | Datum        | Zmag. dirkač   | Zmag. moštvo | Poročilo |
| ----------------------- | ------------ | ------------ | -------------- | ------------ | -------- |
| Indianapolis 500        | Indianapolis | 30. maj      | Tommy Milton   | Miller       | Poročilo |
| Velika nagrada Francije | Tours        | 2. julij     | Henry Segrave  | Sunbeam      | Poročilo |
| Velika nagrada Italije* | Monza        | 9. september | Carlo Salamano | Fiat         | Poročilo |

*Velika nagrada Italije je imela častni naziv Velika nagrada Evrope.

### Ostale Velike nagrade
| Velika nagrada                | Dirkališče | Datum        | Zmag. dirkač        | Zmag. moštvo | Poročilo |
| ----------------------------- | ---------- | ------------ | ------------------- | ------------ | -------- |
| Targa Florio                  | Madonie    | 15. april    | Ugo Sivocci         | Alfa Romeo   | Poročilo |
| Velika nagrada Cremone        | Cremona    | 6. maj       | Antonio Ascari      | Alfa Romeo   | Poročilo |
| Velika nagrada Mugella        | Mugello    | 10. junij    | Gastone Brilli-Peri | Steyr        | Poročilo |
| Velika nagrada Savia          | Ravenna    | 17. junij    | Enzo Ferrari        | Alfa Romeo   | Poročilo |
| Velika nagrada San Sebastiána | Lasarte    | 27. julij    | Henry Segrave       | Sunbeam      | Poročilo |
| Velika nagrada Montenera      | Montenero  | 26. avgust   | Mario Razzauti      | Ansaldo      | Poročilo |
| Velika nagrada Španije        | Sitges     | 28. oktober  | Albert Divo         | Sunbeam      | Poročilo |
| Velika nagrada Garde          | Salò       | 25. november | Guido Meregalli     | Diatto       | Poročilo |